# Лидингхаузен
Лидингхаузен (њем. Lüdinghausen) град је у њемачкој савезној држави Северна Рајна-Вестфалија. Једно је од 11 општинских средишта округа Коесфелд. Према процјени из 2010. у граду је живјело 24.183 становника. Посједује регионалну шифру (AGS) 5558024.

## Географски и демографски подаци
Лидингхаузен се налази у савезној држави Северна Рајна-Вестфалија у округу Коесфелд. Град се налази на надморској висини од 52 – 110 метара. Површина општине износи 140,4 km². У самом граду је, према процјени из 2010. године, живјело 24.183 становника. Просјечна густина становништва износи 172 становника/km².

## Међународна сарадња
| Мјесто | Држава    | Врста сарадње | Од    |
| ------ | --------- | ------------- | ----- |
|        | САД       | пријатељство  | 1957. |
| Ниса   | Пољска    | партнерство   | 1993. |
|        | Француска | партнерство   | 1987. |
| Извор  |           |               |       |